# North Witham
North Witham – wieś w Anglii, w hrabstwie Lincolnshire, w dystrykcie South Kesteven. Leży 50 km na południe od Lincoln i 146 km na północ od Londynu.
Miejscowość liczy 158 mieszkańców.